# Fumaria bicolor
Fumaria bicolor là một loài thực vật có hoa trong họ Anh túc. Loài này được Sommier ex Nicotra mô tả khoa học đầu tiên năm 1897.